# Базеджо, Ческо
Франческо Базеджо (итал. Cesco Baseggio; 13 апреля 1897 года, Венеция, Королевство Италия — 24 января 1971 года, Катания, Италия) — итальянский актёр театра и кино.

## Биография
Ческо Базеджо родился в Венеции и свои роли играл на венецианском диалекте, был также автором нескольких пьес на венецианском языке.
Профессиональную сценическую деятельность начал в 1920 году в труппе «Арс Венета» (итал. Ars Veneta), которой руководил Джакетти (итал. Fosco Giachetti).
Ческо Базеджо был внебрачным сыном графа Lodovico Leonardo II Manin (внука последнего дожа Венеции, Людовико Манин) и Элизабет Tessaro vedova Baseggio.
В 1913 году примкнул к любительской труппе Фоско Джакетти. В 1916 году был призван в армию, участвовал в Первой мировой войне. По возвращении перевёл с французского на венецианский диалект пьесу Мольера «Мнимый больной».
В 1923—1925 гг. выступал вместе с венецианским актёром К. Микелуцци. В 1926 году он создал собственную труппу, которая ставила произведения Карло Гольдони, Дж. Галлина (итал. Giacinto Gallina), а также пьесы современников. В 1936—1939 гг. Базеджо играл в труппе Дж. Дзордзи (в ней играли актёры владевшие венецианским диалектом).
Ческо Базеджо создал на сцене театра роли ворчунов, самодуров и сварливых старичков в пьесах «Кьоджинские перепалки», «Перекрёсток», «Самодуры», «Синьор Тедоро-брюзга», «Новая квартира», «Честная девушка», «Ворчун-благодетель».
Совместно с К. Лодовичи и Галеацци написал ряд диалектальных комедий.

## Творчество

### Роли в кино
- 1936 — / Bertoldo, Bertoldino e Cacasenno
- 1937 — / Il Corsaro Nero
- 1938 — Джузеппе Верди / Giuseppe Verdi
- 1939 — Карнавал в Венеции / Il carnevale di Venezia
- 1941 — / I sette peccati
- 1941 — / Pia de' Tolomei
- 1942 — / L’angelo del crepuscolo
- 1943 — / Il paese senza pace
- 1943 — / Quelli della montagna
- 1943 — / Canal Grande
- 1943 — / Dagli Appennini alle Ande
- 1944 — / Un fatto di cronaca
- 1950 — / Cuori senza frontiere
- 1950 — / Il vedovo allegro
- 1951 — / Arrivano i nostri
- 1953 — / Ho scelto l’amore